# ألفرد هولاند سميث
ألفرد هولاند سميث (بالإنجليزية: Alfred Holland Smith)‏ هو منفذ ‏ أمريكي، ولد في 26 أبريل 1863 في نيويورك في الولايات المتحدة، وتوفي بنفس المكان في 8 مارس 1924.